# 葫芦岛北站
葫芦岛北站是位于中华人民共和国辽宁省葫芦岛市连山区锦郊街道的铁路车站，经过铁路为京哈铁路（秦沈客运专线），建于2003年，由中国铁路沈阳局集团管辖。

## 歷史
- 建于2003年。
- 车站于2009年和2014年两次进行整体改造。

## 现状
- 车站目前是秦沈客专上停靠车次数仅次于锦州南站的车站，主要停靠高铁动车组列车，可通达北京、上海、广州、天津等主要城市，有复兴号CR400BF型电力动车组、和谐号CRH380型电力动车组、和谐号CRH5型电力动车组等在本站停靠。复兴号CR400BF动车组列车停靠葫芦岛北站

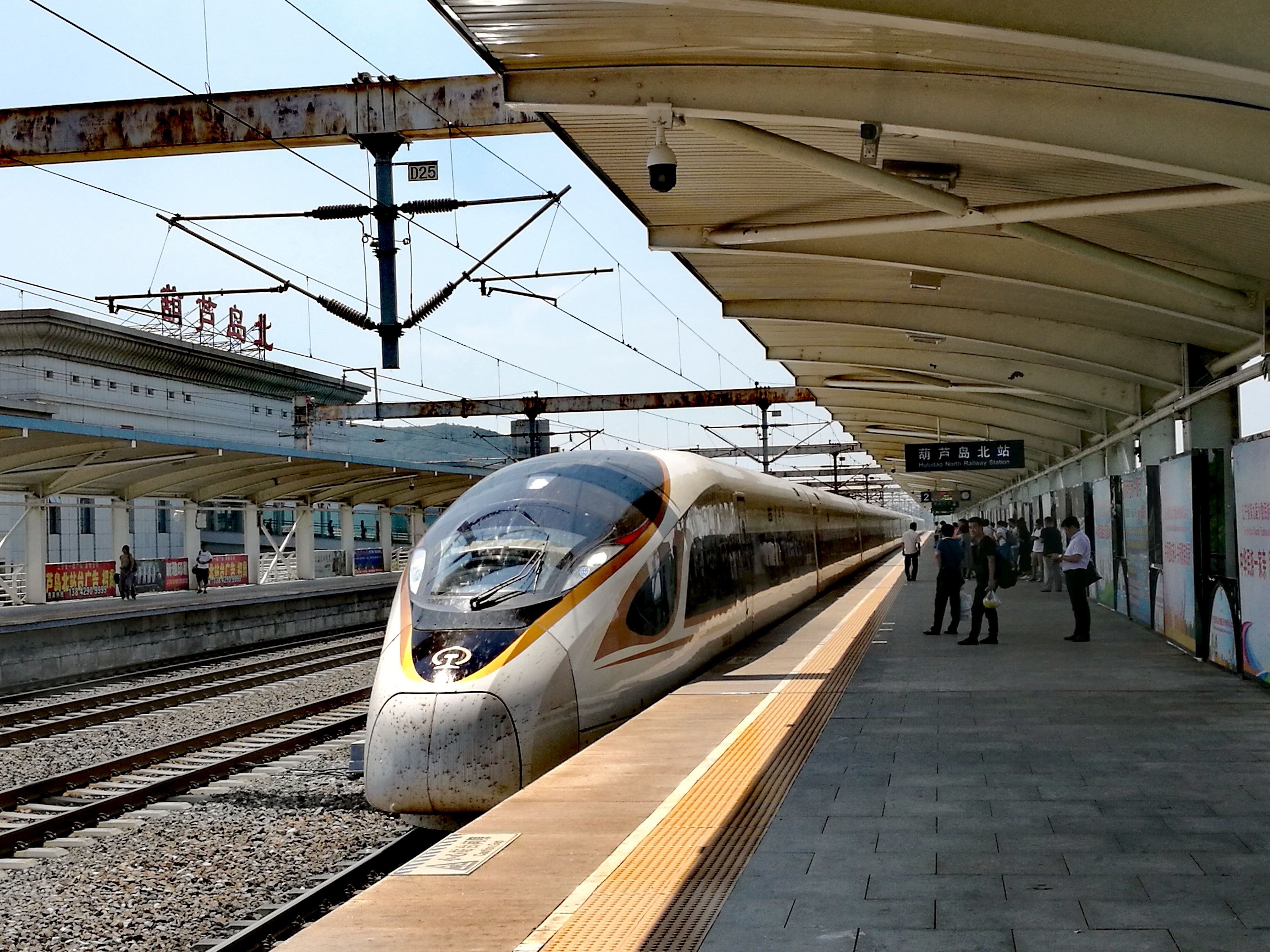
复兴号CR400BF动车组列车停靠葫芦岛北站

## 車站周邊
- 京哈高速公路
- 葫芦岛市创业孵化基地
- 葫芦岛市安全生产监督管理局